# NGC 1491
NGC 1491 ist ein Emissionsnebel im Sternbild Perseus. Er hat eine Winkelausdehnung von 25.0' × 21.0' und ist schätzungsweise 11.800 Lichtjahre vom Sonnensystem entfernt. 
Das astronomische Objekt am 28. Dezember 1790 vom Astronomen Wilhelm Herschel entdeckt wurde.